# Jamba Juice
A Jamba Juice, conhecida como Jamba, é uma cadeia americana de restaurantes de fast food e bares de sucos que vende sucos de frutas e vegetais, smoothies e outros produtos alimentícios. O primeiro estabelecimento da Jamba Juice, originalmente chamado Juice Club, foi inaugurado em 1990 em San Luis Obispo, Califórnia. A Jamba é de propriedade da Focus Brands, uma afiliada da empresa de capital privado Roark Capital Group, que concluiu sua aquisição em 2019. A empresa tem mais de 850 estabelecimentos operando em 36 estados dos Estados Unidos e também tem estabelecimentos na Austrália, Japão, Filipinas, Taiwan, Coreia do Sul, Tailândia e Indonésia.

## História
A Jamba Juice foi fundada por Kirk Perron em 1990 como o Juice Club em San Luis Obispo, Califórnia. Em 1993, a empresa abriu mais duas lojas, uma no norte da Califórnia e outra no sul da Califórnia. Em 1995, o Juice Club mudou seu nome para Jamba Juice. Desde então, a empresa se expandiu e se tornou uma das cadeias de smoothies mais conhecidas do país, graças, em parte, à sua principal prioridade comercial: destacar os benefícios de um estilo de vida saudável. A empresa tem um acordo operacional com os supermercados Whole Foods, pelo qual, em alguns locais, oferece apenas produtos “naturais” nos ingredientes de seus smoothies.
Em 13 de março de 2006, a Services Acquisition Corp. International comprou a Jamba Juice por US$ 265 milhões. Após a transação, o novo conglomerado mudou seu nome para Jamba, Inc.
O financiamento foi liderado por um investimento de US$ 19,55 milhões da Mistral Equity Partners, um fundo de private equity voltado para empresas de produtos e serviços ao consumidor. O investimento restante de US$ 15,45 milhões foi feito por uma empresa controlada pela Família Serruya, uma família canadense bem-sucedida e empreendedora que fundou a cadeia de iogurtes congelados e smoothies Yogen Früz.
Uma loja da Jamba Juice localizada ao longo do CityWalk no Universal Studios Hollywood
Em junho de 2009, a Jamba começou a mudar seu foco dos smoothies e passou a vender wraps, sanduíches e pães achatados.
Em julho de 2009, a Jamba Juice foi criticada por veicular uma campanha publicitária que foi descrita como uma “cópia” do trabalho do cartunista David Rees. A campanha publicitária era semelhante à série “Get Your War On” de Rees. Rees foi informado sobre os anúncios da Jamba Juice por um fã que enviou uma carta. Rees declarou que “a Jamba Juice mordeu meu estilo, sem crédito, e isso é um pouco desrespeitoso”.
Em maio de 2016, a Jamba Juice anunciou a mudança de sua sede corporativa de Emeryville, Califórnia, para Frisco, Texas, indicando o alto custo de vida e a realização de negócios na Área da Baía de São Francisco. Em 2019, a Jamba Juice foi adquirida pela Focus Brands, sediada em Atlanta. Também em 2019, a cadeia mudou seu nome para Jamba para refletir seu menu expandido e conotações negativas de saúde em torno da palavra “juice”.
Em 4 de agosto de 2020, a Jamba abriu uma unidade em Tóquio, sua primeira no Japão.